# Ернст Кроґіус
Ернст Кроґіус (фін. Ernst Krogius, 6 червня 1865 — 21 вересня 1955) — фінський яхтсмен.
Бронзовий призер Олімпійських Ігор 1912 року в класі 12 метрів.